# Naqaab
Naqaab (inaczej: „Naqaab: Disguised Intentions”) – indyjski thriller z 2007, remake brytyjskiego filmu Kropka nad i (Dot the i) z 2003 roku.
Film został wyreżyserowany przez braci Abbas-Mustan z Akshaye Khanna i Bobby Deolem w rolach głównych (ostatni raz razem w Humraaz w tej samej reżyserii). Reżyserzy filmu są też autorami Wyścig, Aitraaz i Baazigar. W filmie w głównej roli kobiecej debiutuje Urvashi Sharma.

## Motywy filmowe
- Dubaj * kamera filmowa * motor * „trójkąt”, zdrada * chrześcijański ślub * ucieczka sprzed ołtarza * Mumbaj * film w filmie (Bluffmaster) * Goa * zamach (Phir Bhi Dil Hai Hindustani, Athadu)* posterunek, przesłuchanie * szpital, operacja (Armaan)

## Fabuła
Dubaj w Emiratach Arabskich. Sophia D'Souza (Urvashi Sharma) pracuje jako kelnerka  w „Burger King”, ale los szykuje jej odmianę. Udało jej się rozkochać  w sobie multimilionera Karana Oberoi (Bobby Deol). Niedługo przed zaplanowanym ślubem na wieczorze panieńskim zgodnie z egipską tradycją ma zatańczyć swój ostatni taniec kobiety jeszcze niezamężnej. Z przypadkowo wybranym nieznajomym. Sophia wybiera filmującego ją cały wieczór Vicky Malhotrę (Akshaye Khanna). Taniec tak ich rozpala, że mało brakuje, aby Sophia zakończyła go całując obcego mężczyznę. Na oczach wszystkich. Spłoszona ucieka, ale Vicky nie daje za wygraną. Odnajduje ją i pochlebiając lub rozśmieszając namawia na spotkanie. Poznając się stają się sobie coraz bliżsi. Sophia nie chce skrzywdzić zakochanego w niej milionera, ale szczęśliwsza czuje się w towarzystwie bezrobotnego aktora.

## Obsada
- Bobby Deol – Karan Oberoi
- Akshaye Khanna – Vicky Malhotra
- Urvashi Sharma – Sophia
- Rajendranath Zutshi – Sam, detektyw
- Archana Puran Singh – gościnnie

## Muzyka i piosenki
- Ek Din Teri Raahon
- Aye Dil Paagal Mere-Remix
- Aa Dil Se Dil Mila Le
- Aye Dil Paagal Mere-Remix
- Ek Din Teri-Remix
- Aa Dil Se Dil Mila Le-Remix
- Aye Dil Paagal Mere
- Disguised Intentions – Instrumentalny utwór